# Patrick Raynal (humoriste)
Pour les articles homonymes, voir Patrick Raynal et Raynal.
 (avril 2020).
Si vous disposez d'ouvrages ou d'articles de référence ou si vous connaissez des sites web de qualité traitant du thème abordé ici, merci de compléter l'article en donnant les références utiles à sa vérifiabilité et en les liant à la section « Notes et références ».
Patrick Raynal, né Bernard Giraud le 29 mai 1926 à Vierzon et mort le 1er mai 2010 à Paray-le-Monial, est un chansonnier et un humoriste français,.

## Biographie
Vierzonnais d'origine, Patrick Raynal débute en tant que chansonnier à l'armée, par des imitations de Charles Trenet, d'où son surnom de « fou chantant vierzonnais ».
Il devient célèbre dans les années 1950 en tant qu'humoriste, arpentant les scènes berrichonnes et bientôt nationales. Il développe ses personnages de la famille Berlodiot, caricature féroce des paysans berrichons. Patrick Raynal se produit notamment au Caveau de la République, où il se lie avec Pierre Dac et Francis Blanche. Puis il finit par se produire à Bobino et enfin à l'Olympia. Il enregistre en parallèle de nombreux 45 tours et devient très populaire dans le Berry et au-delà. En 1971, il reçoit des mains de son ami Fernand Raynaud le Prix de l'humour.
Au cinéma, il tourna Le journal d'une femme en blanc en 1965 avec Marie-José Nat.
En 1989 il reçoit le Prix Fernand Raynaud. Il se retire ensuite à Anzy-le-Duc en Saône-et-Loire, département où il meurt le 1er mai 2010 à 83 ans.

## Critique de la société
Il critique à travers ses histoires la société de consommation parisienne, qu'il considère comme stressée, peu respectueuse et uniformisée, qui vont tous au ski et qui collent un « autocollant sur la lunette arrière de la voiture » pour « emmerder les voisins qui n'ont pas pu y aller ». Il critique aussi ouvertement la « nouvelle cuisine ».

## Disques 33 tours
- 1962 : Le Coq du village
- 1968 : Sports Divers
- 1981 : Patrick Raynal
- 1982 : Présentation Du Berrichon (Double)
- 1983 : Le R'montant Compensatoire - Nouvelle Cuvée
- 1984 : Stop ... Au Stress
- 1985 : Les Clubs de vacances
- 1986 : La Nouvelle Cuisine

## Disques 45 tours
- 1960 : Du Berry à Paris
- 1962 : Le Tango paysan
- 1965 : Le Cornemuseux d'Marmignol
- 1966 : Du Berry à Paris
- 1974 : Le Rugby
- 1987 : Le Petit radar d'Oscar

## Prix et distinctions
- Ordre de la Gigouillette en 1954
- Prix de l'Humour en 1971
- Prix Fernand Raynaud en 1989